# Shenzhen FC
Shenzhen Football Club (chiń. upr. 深圳市足球俱乐部; chiń. trad. 深圳市足球俱樂部; pinyin Shēnzhènshì Zǔqiū Jūlèbù) – chiński klub piłkarski z siedzibą w Shenzhen.

## Historia
Shenzhen FC został założony 26 stycznia 1994. Nowy klub w 1994 zadebiutował rozgrywkach trzeciej ligi chińskiej. Klub szybko awansował do chińskiej ekstraklasy w 1995. Pobyt w najwyższej klasie rozgrywkowej trwał tylko jeden sezon. Po roku przerwy klub powrócił do I ligi i występuje w niej do chwili obecnej. Największe sukcesy klub osiągnął w 2004, kiedy to zdobył mistrzostwo Chin i dotarł do finału Pucharu Chin. Rok później klub ponownie wystąpił w finale Pucharu Chin. Klub kilkakrotnie zmieniał nazwę. W 2015 powrócił do pierwotnej nazwy.

## Nazwy klubu
- 1994-95: Shenzhen Football Club (深圳足球俱乐部)
- 1996: Shenzhen Feiyada (深圳飞亚达)
- 1997-98: Shenzhen Ping’an (深圳平安)
- 1999: Shenzhen Ping’an Insurance (深圳平安保险)
- 2000-01: Shenzhen Ping’an Kejian (深圳平安科健)
- 2002: Shenzhen Ping’an Insurance (深圳平安保险)
- 2003-05: Shenzhen Jianlibao (深圳健力宝)
- 2006-07: Shenzhen Kingway (深圳金威)
- 2007-08: Shenzhen Shangqingyin (深圳上清饮)
- 2009: Shenzhen Asia Travel Football Club (深圳足球俱乐部)
- 2009-14:  Shenzhen Ruby Football Club (深圳红钻足球俱乐部)
- 2015–: Shenzhen Football Club (深圳市足球俱乐部)

## Sukcesy
- mistrzostwo Chin (1): 2004.
- finał Pucharu Chin (2): 2004, 2005.

## Trenerzy
| - Hu Zhigang (1994-1995) - Zhou Hui'an (1995-1996) - Liu Jianjiang (1996-1997) - Lu Jianren (1997) - Xiao Duoyin (1997-1998) - Zeng Xuelin (1998) - Cha Bum-kun (1998-1999) - Edson Tavares (2000) - Zhu Guanghu (2000-2005) - Chi Shangbin (2005) - Guo Ruilong (2005) - Xie Feng (2005) - Wang Baoshan (2005-2006) - Xie Feng (2006) - Zhang Jun (2006-2007) - Mai Chao (2007-2008) - Zhang Zengqun (2008-2009) | - Yuhong Fan (2009) - Feng Xie (2009) - Siniša Gogić (2010) - Philippe Troussier (2011-2013) - Li Yi (2013-2015) - Lee Lim-saeng (2015) - Li Haiqiang (2015) - Tang Yaodong (2015-2016) - Clarence Seedorf (2016) - Sven-Göran Eriksson (2016-2017) - Wang Baoshan (2017-2018) - Juan López (2018-2019) - Roberto Donadoni (2019-2020) - Zhang Xiaorui (2020) - Jordi Cruyff (2020–2021) - José Carlos Granero (2021) - Zhang Xiaorui (od 2022) |

## Sezony wChinese Super League
| Sezon | Uzyskane Miejsce |
| ----- | ---------------- |
| 2004  | 1                |
| 2005  | 12               |
| 2006  | 11               |
| 2007  | 14               |
| 2008  | 12               |
| 2009  | 11               |
| 2010  | 12               |